# 马太福音第4章
《马太福音》第4章是《新约圣经·马太福音》的第四章。

## 内容

### 耶稣受试探

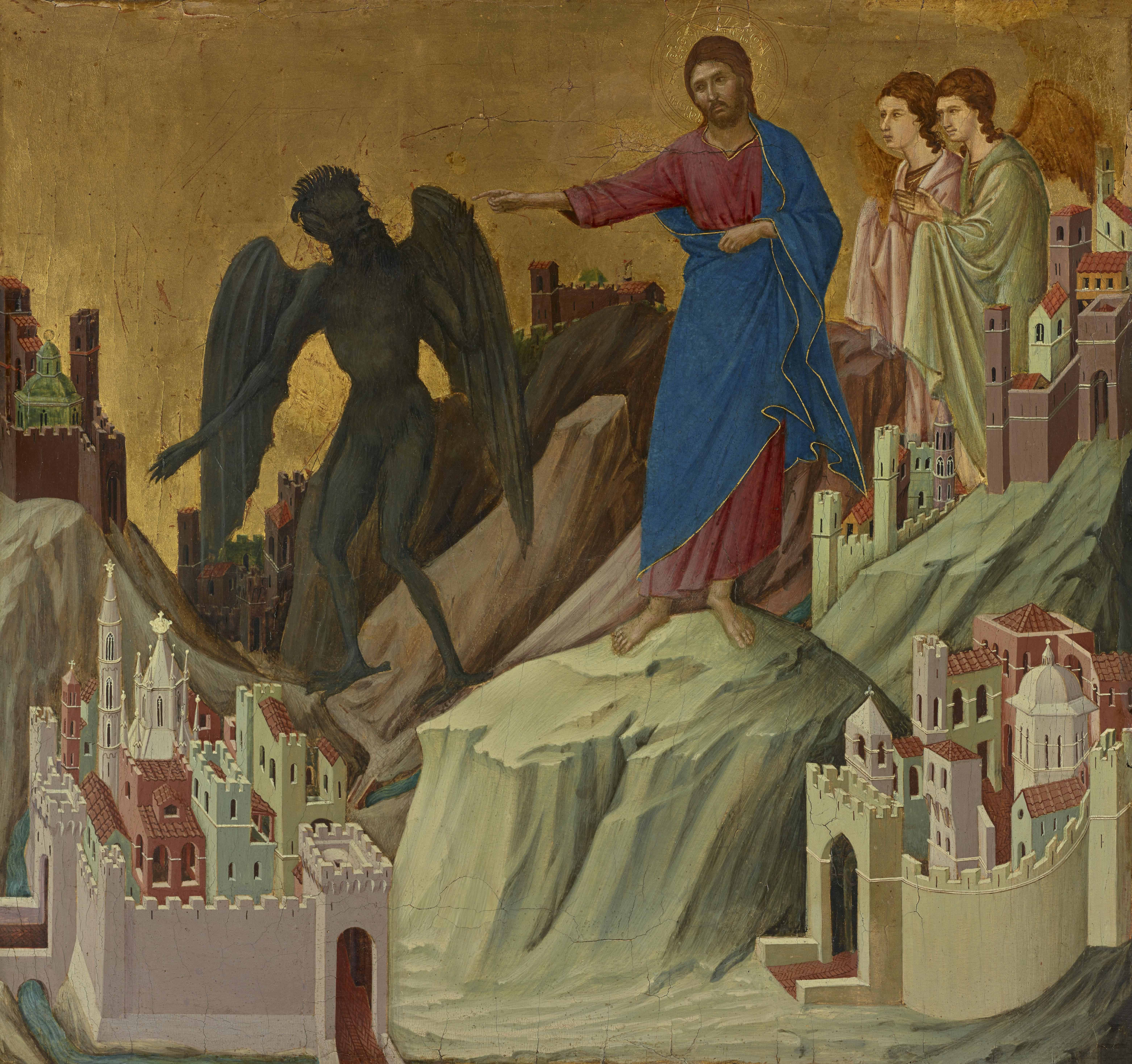

马太福音4章的内容是接续马太福音3章，那里说到耶稣受浸，并接受圣灵降临之后，就照着圣灵的引导行动。圣灵的引导他，前往旷野，接受魔鬼的试诱，在禁食四十昼夜之后，感到了饥饿。
就在耶稣因禁食四十昼夜而感到饥饿时，魔鬼前来，进行第一个试诱，要耶稣以神的儿子的身份，将石头变成饼，耶稣引用旧约圣经回答：“人活着不是单靠食物，乃是靠神口里所出的一切话。”。魔鬼的第一个试诱是关于生活、谋生的试验，是否看重物质的食物，过于属灵的食物。此外，撒但基于不久前耶稣受浸时父神宣告耶稣是祂的爱子，试诱耶稣行一个神迹来证明他是神的儿子。因为它知道，耶稣的职事是以人的身分击败它，于是它引诱耶稣放弃人的地位，自居是神的儿子。但是耶稣洞悉魔鬼的阴谋，站在人的地位上，击败了魔鬼的第一个试诱。
魔鬼的第二个试诱是同样引用旧约圣经，要耶稣从殿翼上跳下去，耶稣再次引用旧约圣经回答：“不可试探主你的神。”。
魔鬼的第三个试诱是要耶稣俯伏拜他，就可以得到“世上的万国，和万国的荣耀”。耶稣又引用旧约圣经回答：“当拜主你的神，单要事奉祂。”。

### 呼召门徒
从马太福音4章12节开始，描述耶稣在加利利开始传道，要人因为天国临近而悔改。在加利利海边，耶稣呼召正在撒网的渔夫彼得、安得烈兄弟跟从他，作“得人的渔夫”；又呼召了正在补网的渔夫雅各、约翰兄弟。   

## 相关研究
在四福音中，3卷对观福音书中的马太福音4章、马可福音1章和路加福音4章都记载了耶稣在旷野受魔鬼试诱这一事件。但是如果将它们进行比较，就会发现马可福音1章的记载非常简略，并没有详细记载试诱的过程，甚至没有记载试诱的内容。马太福音4章和路加福音4章的相关记载也有所区别。其中要耶稣拜魔鬼以得到世上的万国这个试诱，在马太福音中的顺序放在第三位，而在路加福音中的顺序放在第二位，而且记述更为详细。